# Jake E. Lee
Jakey Lou Williams, conhecido como Jake E. Lee,(Norfolk, Virginia, EUA, 15 de fevereiro de 1957) é um guitarrista norte-americano. Considerado um dos 100 melhores guitarristas de sempre pela Guitar World (ficou em 49° lugar), ele é mais conhecido por tocar com Ozzy Osbourne entre 1982 e 1987 e depois no grupo Badlands com Ray Gillen. Em 2013, Jake formou a banda Red Dragon Cartel. O primeiro álbum dessa banda, autointitulado, foi lançado em janeiro de 2014 e entrou em no. 69 nas paradas de álbuns da Billboard.
Lee também gravou trabalhos solo em seu próprio nome, como o álbum instrumental A Fine Pink Mist (1996) e o álbum de músicas cover "Retraced" (2005).

## Biografia
Jakey Lou Williams nasceu em 15 de fevereiro de 1957 e cresceu em Norfolk, Virginia, EUA. Sua mãe era Japonesa e seu pai, um Americano que servia à marinha dos Estados Unidos. Quando a marinha sofreu mudanças, seu pai que era soldado, foi relocado e toda sua família teve de se mudar para San Diego, Califórnia onde,  por muito tempo, permaneceram.
Ainda com cinco anos, a mãe de Jake o fez estudar piano clássico. Seu instrutor disse à sua mãe que Jake era muito promissor, e que seria um grande pianista, mas Jake tinha outros planos. Na adolescência ele começou à mergulhar na cultura local, onde obteve paixão pelo Skate, e pelo Rock and Roll.
Aos 13 anos Jake, trocou o piano pelo violão, e disse aos seus pais que piano era  "entediante" e "para velhos". Embora seu instrutor de piano, o permitisse explorar o mundo do Jazz, foi a Guitarra que capturou toda sua atenção. E ele foi firme em sua decisão de desistir de aulas de piano, e assim que sua mãe aceitou sua decisão, contratou um professor de violão para ele.
Após apenas um mês de aulas o professor disse à mãe de Jake, que ele havia ensinado a ele, tudo o que sabia.
Aos dezesseis anos, Jake andava pelo colegial, com seu violão nas costas, era conhecido como "o cara da guitarra e de cabelos longos".
Nessa época Jake tocava com uma banda, que fazia vários shows pelos clubes locais, mas sua técnica não agradou o vocalista e Jake acabou sendo demitido.
Dessa forma, Jake montou sua própria banda que tocava em sua garagem algumas vezes por semana. Jake era exigente na escolha dos membros para banda e por muito tempo, procurou um vocalista que o satisfizesse.

## Carreira
Após a integração de um vocalista, ele formou uma banda chamada Teaser, e eles tocaram em uma escola de dança antes de Lee ser expulso da escola. A Teaser continuou tocando em muitos clubes na área de San Diego. Eles desenvolveram uma enorme popularidade pelos clubes e festas que frequentavam. Jake chamou a atenção do guitarrista e amigo Warren DiMartini, que logo pediu algumas aulas para Jake. 
Stephen Pearcy de uma banda de San Diego chamada Rat Mickey também se interessou pela técnica de Jake. Pearcy pediu para Lee participar de sua banda assumindo a Guitarra Solo, e Jake aceitou. Eles mudaram o nome da banda para Mickey Ratt(nome que permaneceu até 1981, sendo alterado para apenas Ratt),e se mudaram para Los Angeles onde começaram a tocar em clubes. Jake levou consigo um amplificador velho e sua guitarra Fender que ele valorizava mais do que a própria vida, e foi para L.A em busca de sua grande chance. Logo ele se viu morando em um apartamento(um quarto para ser exato) com um grupo de jovens músicos que como ele, também buscavam sua chance.
Embora estivessem famosos na região, Jake sentia que não estavam chegando à lugar algum. Mais tarde Jake deixou Ratt e no entanto, - por recomendação do próprio Jake - foi substituído por DiMartini .
Logo em breve foi chamado para um grupo chamado Rough Cutt, e nele sentiu viu maiores oportunidades.
Em 1982, foi flagrado por um antigo membro da banda de Ozzy Osbourne, Dana Strum que lhe convidou a enviar uma fita para audição de Ozzy, que estava à procura um Guitarrista, para substituir o recém-falecido Randy Rhoads. Dana Strum é amigo de Ozzy, e foi quem recomendou Randy Rhoads quando Osbourne deixou o Black Sabbath. Ozzy Osbourne sempre apostou em novos músicos. O próprio afirma, e é evidente que a liberdade que Rhoads tinha para compor, que lhe rendeu singularidade no discos.

### Com Ronnie James Dio
Ronnie James Dio havia escutado uma fita do Rough Cutt e convocou Lee para um teste. Jake não confiante que seria selecionado para o teste de Osbourne, aceitou o convite e fez o teste. Dio e sua esposa(empresária do vocalista), aprovaram a técnica. Jake durante a curta parceria com Dio chegou a compor o Riff da faixa "Don't Talk to Strangers", mais tarde lançada no álbum Holy Diver em 1983. Após poucas semanas, Jake foi confrontado com um antigo problema - Dio queria que ele mantivesse a mesma forma de tocar dos guitarristas anteriores: Baixo e Suave. A exigência do vocalista - Dio queria acordes mais "simples", que não "tapassem" o vocal - se dava afim de manter o perfil já conhecido, e  insistiu para que o guitarrista fizesse alterações em seu estilo. Consequentemente, Jake sentiu sua criatividade Sufocada, e logo deixou o grupo de Dio alegando "Divergências profissionais e pessoais".

### Com Ozzy Osbourne
Já havia 4 meses, que Jake tinha enviado a fita Demo para audição de Ozzy Osbourne, e até ouviu rumores de que Ozzy já havia selecionado um guitarrista. Já tinha até esquecido a oportunidade, quando numa manhã Jake recebeu um telefonema, em que perguntava se ele poderia estar em um estúdio de Hollywood pessoalmente para audição de Ozzy no dia seguinte. Jake, totalmente surpreso e despreparado, aceitou sem hesitar e saiu as pressas para comprar um álbum de Ozzy Osbourne. Na loja de discos viu o álbum Blizzard of Ozz, e o comprou. Ele roçou em duas músicas: "Crazy Train" e "I Don't Know" para começar.
No dia seguinte ele chegou à audição quase uma hora atrasado - Jake era conhecido pelos atrasos. Sua própria mãe o descreve assim: "Fora de um contexto musical, Jake não tem compreensão do tempo. Estava sempre atrasado. Conhecê-lo é esperar por ele!" -. 
Mesmo assim, ele não falhou na audição. Ele participou de uma audição junto com outros 500 guitarristas de todo o mundo. Entre eles, George Lynch, guitarrista da banda Dokken, e favorito de Ozzy, que estava prestes a contratá-lo. Jake já usava sua surrada Fender Stratocaster, branca com logo da Charvel. Seu equipamento não incluía a tradicional alavanca de vibrato, popular entre os guitarristas.

Em entrevista cedida a uma revista americana sobre guitarras, Jake comentou sobre esse evento:
| “ | A primeira coisa que Ozzy disse foi: Você sabe tocar com uma Whammy Bar(alavanca) ? Porquê eu não acho que conseguirá tocar uma de minhas músicas sem ela. E eu disse: Eu consigo sim, irei lhe mostrar. E depois da audição Ozzy falou: Yeaah, muito bom, você toca como se tivesse uma ! | ” |

Mesmo sob o escrutínio de Ozzy e o olhar crítico de Sharon Osbourne(empresária e esposa) Jake afirma que não ter ficado nervoso. Tocou duas músicas, "Crazy Train" e "I Don't Know"  ao seu estilo Jake E. Lee, e após a audição, Sharon se aproximou sorrindo, e perguntou se ele podia estar na Inglaterra no dia seguinte, e Jake aceitou de imediato.
Ozzy disse uma vez que ficou em dúvida se iria contratar Jake E. Lee ou George Lynch. Disse que inicialmente teria decidido que Lynch era seu guitarrista, mas depois mudou de ideia e escolheu Lee.
Logo após entrar na banda de Ozzy, em 12 de janeiro de 1983, Jake estreou com o madman, no "U.S Festival",  UKK Hall, Helsinki, Finlândia tocando para mais de 350 mil pessoas. Jake finalizou a turnê de Diary of a Madman

Bark At The Moon 
Após meses de gravação, em 10 de dezembro de 1983 foi lançado o terceiro álbum de estúdio de Ozzy, intitulado Bark at the Moon.
Este é o único álbum de Ozzy Osbourne, onde as canções são creditadas somente à Osbourne. No entanto, ele afirma no encarte de "The Cometh Ozzman"(álbum de Ozzy Osbourne lançado em 11 de novembro de 1997) que a faixa-título foi coescrita com o guitarrista Jake E. Lee.
O Ex-baixista de Ozzy, Bob Daisley afirmou que ele coescreveu a maioria das músicas com Jake e escreveu a maioria das letras, mas devido à questões legais, Lee e Daisley não foram listados nos créditos.
O álbum alcançou a posição de número 19 na parada de álbuns da Billboard e permaneceu durante várias semanas. Recebeu disco de Ouro por mais de 500.000 cópias vendidas nos Estados Unidos. Até a presente data, já vendeu mais de 3.000.000 de cópias só nos EUA. No Reino Unido, foi o terceiro dos quatro álbuns de Osbourne à atingir certificação de prata, pela Indústria Fonográfica Britânica, com 60.000 unidades vendidas.
Durante quatro anos, Jake saiu em turnê com Ozzy onde foi bem recebido pelo público. Após o lançamento do álbum, Jake saiu em uma turnê mundial com Ozzy para promover o disco, passando pelo Brasil em 1985 na primeira edição do Rock In Rio.
A turnê foi uma das mais insanas da carreira de Ozzy, como ele mesmo conta em sua autobiografia. Uma parte dela foi dividida com o Mötley Crüe, outra banda que era conhecida pelas barbaridades que cometia fora dos palcos. Diz a lenda, que foi nessa época que Ozzy em busca de um novo "barato", cheirou uma carreira de formigas.
A turnê de Bark at the Moon foi exaustiva. Após terminar, Jake entrou em reclusão e passou a maior parte de seu tempo em seus passatempos favoritos: carros antigos, assistir TV e relaxar na praia perto de sua casa. Ele também aproveitou para colocar em dia, todas suas horas de sono que tinha perdido. Jake é um "cara da noite". Até hoje desperta no final da tarde e vai para a cama quando o sol começa a nascer.

#### The Ultimate Sin
Após a turnê de Bark at the moon ele também deu à sua guitarra um merecido descanso. Ele não à tocou por várias semanas. Em seguida, ele estava de volta ao estúdio. Jake assistiu junto com Ozzy, a seleção de novos membros da banda. Foram selecionados ao final da seleção o baixista Phil Soussan e o baterista Randy Castillo. Eles começaram a compor e gravar músicas para o novo álbum Blockbuster, "The Ultimate Sin". Durante as gravações, Ozzy entrou na clínica Betty Ford para ajudar a se livrar de uma dependência química de drogas e álcool. Jake trabalhou constantemente compondo doze novas músicas que ele mais tarde apresentou à Ozzy. Metade dessas músicas acabaram no álbum.
The Ultimate Sin é o quarto álbum de estúdio de Ozzy Osbourne. Foi lançado em 22 de Fevereiro 1986. O título original para este álbum era Killer of Giants, mas Osbourne optou por alterar o título no último instante.
O Disco recebeu status de Platina em 14 de Maio de 1986, logo após seu lançamento. O status de Platina Duplo foi concedido em 26 de Outubro de 1994. O álbum vendeu mais de 2.000.000 cópias em todo o mundo.
Quando a banda foi às estradas para divulgar o álbum da viagem, previu-se que esta turnê seria tão exaustiva quanto a de Bark at the Moon. 
O relacionamento de Jake com Ozzy já estava um pouco desgastado por causa das bebedeiras do vocalista, mas Jake sempre procurou não dar muita atenção às loucuras de Ozzy. Inevitavelmente Ozzy e Jake sempre acabavam entrando em atrito. Em 1988, durante uma das explosões de Ozzy, ele demitiu o guitarrista.
Jake foi sucedido por Zakk Wylde. A partir daí que formou-se uma ideia de sua própria banda. 
Ocorreram várias desavenças entre Jake e Ozzy, mas o que poucos sabem é que os dois permanecem bons amigos até hoje.
Jake recebeu uma proposta em 1996, para reintegrar a banda de Ozzy, mas ele recusou a proposta.

### Com o Badlands
Após dizer que fitas demo seriam bem vindas ao seu novo projeto, choveram contatos. Muitos foram apresentados por músicos, amigos de Jake. Alguns enviaram seus projetos ou entregaram pessoalmente, todos bateristas, baixistas e vocalistas.
Jake ficou entusiasmado com suas composições, e animado com ideias que ele já guardava há um tempo. Certo dia, recebeu uma ligação do vocalista Ray Gillen, com quem conversou. Um excelente cantor, cujas ideias misturadas com conceitos de Jake, deram início a nova banda. Eric Singer logo entrou para o grupo. A seleção de Jake para o baixista Greg Chaisson completou a sua pesquisa para a banda ideal.
Quatro músicos combinaram seus talentos em uma visão musical compartilhada. Essa foi a visão do Badlands. Nascido de um desejo de misturar ritmos de metal endurecido com blues. Os membros se reuniram fora de um senso inato de irmandade musical. Ao fazê-lo, cada um trouxe com ele um fundo ricamente mergulhado nos próprios fundamentos da história do rock.
Formada no verão de 1988, realizaram ensaios em Los Angeles para o novo Álbum que estava por vir.
Lançado em junho de 1989 pela Titanium Records, o Álbum autointitulado Badlands, foi bem recebido pelo público e crítica. A banda chegou até a gravar dois videoclipes (Dream in The Dark e Winter Call), o que os impulsionou para o pico da Billboard.
O segundo álbum do Badlands foi produzido pelo seu fundador e guitarrista Jake E. Lee, e coproduzido e gravado por James A. Ball. Em 1991 é lançado o Voodoo Highway. O CD foi gravado em três estúdios diferentes: no Rumbo Records, teve como segundos engenheiros de som, Steve Harrison, Gina Immel e Mike Gunderson; no Indigo Ranch e no Studio II, foi Cris Kupper o segundo engenheiro. Mixado no Westlake Audio e masterizado no famoso Sterling Sound. Antes do lançamento do álbum, a banda sofre a primeira reformulação. Eric Singer deixa a banda em 1991 para assumir as baquetas do Kiss(substituindo Eric Carr já incapacitado de tocar bateria devido uma doença rara), e é substituído por Jeff Martin(Surgical Steel, Racer X). O ponto curioso é que Jeff era vocalista na banda Racer X. A mudança não afeta o grupo, que mantém o som pesado, regado de Blues. O álbum tem som característico dos anos 70(Hard Rock, Blues).
Apesar da qualidade e grande potencial da banda, o disco foi um fracasso de venda e crítica. A cena musical no início dos anos 90, era Grunge. Bandas do gênero ganhavam cada vez mais força, trazendo mais efeito financeiro à indústria Fonográfica. O Badlands não fazia discos estéticos, e consequentemente perdeu a popularidade por não "atender" a necessidade musical da época. A mídia americana não economizou críticas, classificando o álbum de ruim à pior. A banda já  não demonstrava interesse em continuar, afinal os integrantes não estavam se entendendo e o vocalista passava por problemas de saúde. Ray Gillen havia sido diagnosticado com o vírus HIV, e passava por intensos tratamentos. Após a turnê pelo Reino Unido, Lee e Gillen se desentenderam. Jake alegava que Ray tentava direcionar a banda para um lado mais comercial, e sem cerimônias, Ray foi demitido da banda pelo guitarrista. Jake tentou ressuscitar a banda, mas a gravadora recusou a proposta de um novo disco. Ray Gillen faleceu no dia 3 de dezembro de 1993 em sua casa. Todos o Badlands foram ao enterro de Ray Gillen, exceto Jake E. Lee.
Em 1998, o baixista Greg Chaisson produziu e organizou as "sobras" de estúdio gravadas no auge da banda, que estavam arquivadas, e as reuniu em um álbum que veio a ser lançado no mesmo ano. Dusk de 1998, foi o terceiro e último álbum do Badlands.

## Solo
Jake fez muitas participações especiais em álbuns de outros artistas e tributos, dedicando-se totalmente em sua carreira solo. Jake tocou em álbuns lançados somente no Japão por artistas como Ann Lewis, Air Pavillion, e Rob Rock, além de tributos para o Jeff Beck (Jeffology: A Guitar Chronicle), Rush (Working Man), AC/DC (Thunderbolt), Randy Rhoads (Randy Rhoads Tribute), Van Halen (2000: A Tribute To), Metallica (Metallic Assault), Ted Nugent (Bulletproof Fever), The Cult (Fire Woman), dois para o Queen (Dragon Attack e Stone Cold Queen) e ainda um tributo a Steve Vai e Joe Satriani chamado Lords of Karma.
Em 1994, Jake participou da gravação de um álbum da banda Wicked Alliance, e chegou a fazer alguns shows.
Em 1996 lançou seu álbum solo chamado A Fine Pink Mist. É disco é quase todo instrumental, e recebeu críticas favoráveis, chegando a ser comparado pela mídia americana, ao clássico Surfing With the Alien de Joe Satriani. O disco foi gravado e lançado pela gravadora de Juan Croucier, The Cellar. Croucier é baixista da banda Ratt, e amigo de Jake. O disco teve produção de Croucier(que foi engenheiro do projeto) e Lee, sendo mixado por Croucier. Foi gravado em 1995, num período de 6 meses. Como descreve o próprio Juan Croucier, eles tinham tempo e dinheiro para realização do álbum. O disco conta com participações vocais de Linda Walling e Mark Farrell. Jake gravou todos os instrumentos, comandando inclusive a caixa de ritmos, conhecida como Drum Machine. Em 2009, Juan Croucier leiloou as fitas de gravação originais no eBay contendo as mixagens e Playbacks gravados por Lee. O valor inicial foi de US $15.000.
Juan Croucier que também foi baixista do Quiet Riot, nunca cobrou de Jake pelo disco gravado e lançado por sua gravadora.
Após 9 anos, Jake volta à gravar. Em 2005 é lançado Retraced, que contém apenas covers de bandas antigas como Grand Funk Railroad e Cactus, que Lee  é fã. Apesar do disco ser todo de regravações, teve boa recepção de público e crítica, pois Jake junto aos demais integrantes convidados, buscaram uma nova forma para as músicas, sem perder a originalidade que carregam. O disco tem clima Heavy/Hard/Blues. Assinatura do guitarrista.
Neste padrão sonoro o álbum carrega músicas como Whiskey Train(Procol Harem), Evil (Howlin' Wolf), Way Back To The Bone(Trapeze), I'll Be Creepin(Free), Guess I'll Go Away(Johnny Winter), Love is Worth The Blues(Leslie West), I come Tumblin’(Grand Funk), Woman(James Gang),  A Hard Way To Go(Savoy Brow) e neste repertório, confirma-se a homenagem à antológicas bandas. A temporária banda formada para a gravação do disco foi composta por Chris Logan(vocal), Tim Bogert(baixo) e Aynsley Dunbar(bateria). Foi produzido por Mike Varney e lançado por sua gravadora, a Shrapnel, que já produziu outros artistas como George Lynch, Jason Becker, Marty Friedman, John 5, Paul Gilbert, Yngwie Malmsteen, entre outros nomes.
Após 3 anos, Jake já afastado da cena musical, retorna com um álbum apenas de tributos, que contém covers e participações especiais no vocal. Runnin' with the Devil é lançado em 2008, e traz regravações com produção de Jake E. Lee. Entre os vocalistas convidados, estão, Stephen Pearcy(Ratt), Phil Lewis(L.A. Guns), Lemmy Kilmister(Motörhead), e a crítica novamente diz que as regravações de Lee, "funcionam bem".  Entre várias faixas, o álbum tem Van Halen, Metallica, Queen e AC/DC no repertório. Uma foto de Jake ainda adolescente, tocando no colégio é usada na capa do disco.
Jake passou anos morando em Las Vegas(onde vive até hoje), chegando a fazer pequenas participações em bandas. Entre elas, Enuff Z'Nuff com quem gravou o disco Dissonance de 2009.
Em 2012, Jake aparece no videoclipe da banda Beggars & Thieves, "We Come Undone", junto com Ron Keel, Blas Elias e Paul Shortino. O vídeo está disponível no canal oficial da bando, no Youtube. A música "We Come Undone" foi lançada no disco We Are the Brokenhearted, e Jake se destaca realizando o solo de guitarra. Os seguintes legendas aparecem na tela durante a aparição de Jake: "Jake E. Lee está vivo e bem, vivendo em Las Vegas" e "Ele apenas prefere tocar com Beggars & Thieves, do que lidar com os promotores desonestos ou tocar Bark at the Moon 750 vezes".
Jake teve uma pequena banda com amigos em Las Vegas chamada 3 Day Crush, e realizou por um período, pequenos shows e Jams pela cidade.
Em 2013, Jake anunciou seu novo projeto: A banda Red Dragon Cartel. Nome que faz referência às raízes de Jake.
O primeiro disco, auto-intitulado, foi lançado em 27 de janeiro de 2014 no Reino Unido e 28 de janeiro de 2014 nos Estados Unidos. A banda é formada por Jake E. Lee(guitarra), Darren Smith(vocal), Ronnie Mancuso(baixo) e Jonas Fairley(bateria). O disco foi gravado na The Hideout Studios, com produção de Kevin Churko(Ozzy Osbourne, Five Finger Death Punch, In This Moment), e lançado pela Frontier Recods. Tem participação de Robin Zander(Cheap Trick), Paul Di'Anno(Iron Maiden), Maria Brink(In This Moment). Churko foi o produtor dos últimos dois álbuns de Ozzy Osbourne, Scream e Black Rain.

## Equipamentos
- Marshall JCM800 2203 (e vários outros Marshalls)
- Fender Stratocaster (modificada por um amigo com um logo da Charvel. Acabamento em branco, e escudo preto, e captadores single coil)
- Charvel Stratocaster customizada (mesma especificação da modificação da Fender, mas com acabamento em azul transparente no corpo e captadores)
- Charvel San Dimas (usada nas turnês de Bark At The Moon e The Ultimate Sin, com Ozzy Osbourne) cor preta, com captadores pretos.
- Charvel Holdsworth Stratocaster (Vermelha com captadores espelhados e single coils.
- ESP Custom Shop Jake E Lee Signature Strats (mesma especificação da modificação da Fender, mas em várias cores diferentes)
- Gibson SG Jr. (acabamento em branco com escudo preto e captadores de ponte P90)
- Boss OD-1
- Boss BF-2
- Jake tem sido visto em fotos e vídeos recentemente(2009-2012) usando uma guitarra Gibson:
- Black Gibson SG Standard
- Vintage (60's model) SG Jr. (acabamento em vermelho cereja, com captadores P-90)
- Gibson Les Paul Special (videoclipe do Beggars and Thieves  - com captadores P-90)

## Discografia

### Solo
- A Fine Pink Mist (1996)
- Retraced (2005)
- Running with the Devil (2008)

### Com Mickey Ratt
- The Garage Tape Dayz 78-81 (2000)
- Rattus Erectus 1976-1982
- In Your Direction
- Pre-Ratt Days (2007)

### Com Rough Cutt
- Músicas "A Little Kindness" e "Used and Abused" (1981)

### Com Ozzy Osbourne
- Bark at the Moon (1983)
- The Ultimate Sin (1986)

### Com o Badlands
- Badlands (1989)
- Voodoo Highway (1991)
- Dusk (1998)

### Com Wicked Alliance
- Twisted Beauty Demo (gravada em 1994)

### Com Enuff Z'Nuff
- Dissonance (2009)

### Red Dragon Cartel
- Red Dragon Cartel (2014)